# Ван Хельсинг (фильм)
«Ван Хельсинг» (англ. Van Helsing) — фильм американского режиссёра Стивена Соммерса про вигиланта-истребителя чудовищ Ван Хельсинга. Сюжет представляет собой оммаж на вселенную монстров Universal, сочетая элементы романов «Дракула», «Франкенштейн» и «Странная история доктора Джекила и мистера Хайда» и фильма «Человек-волк». При этом Чудовище Франкенштейна в фильме является положительным персонажем.
Главный герой — Гэбриэл Ван Хельсинг, охотник за нечистью. Его фамилия взята из романа «Дракула» Брэма Стокера, где фигурировал персонаж Абрахам Ван Хельсинг, доктор-философ и мистик. Характер отношений между Дракулой и Гэбриэлом в фильме не раскрывается.

## Сюжет
Действие происходит в 1887—1888 годах в Королевстве Румыния. Силы Тьмы готовятся к Последней Битве.
Чтобы достичь перевеса, вампир граф Дракула пытается оживить своё потомство. Для этого он строит в горах Трансильвании в местном замке лабораторию (элементы эстетики стимпанка) и приглашает туда доктора Виктора Франкенштейна, который разгадывает тайну жизни и при помощи электричества оживляет чудовище, основой которого послужили части тел мертвецов. Это чудовище — ключ к оживлению расы вампиров. Однако окрестные крестьяне во главе с местным могильщиком, возмущённые вскрытием могил, поднимают бунт и хотят казнить Франкенштейна за эксперименты над мертвецами.
Граф Дракула появляется в замковой лаборатории и раскрывает перед доктором свои планы. Франкенштейн в ужасе обращается за помощью к своему помощнику Игору, но всё напрасно, слуга предаёт хозяина. Доктор берёт меч в руки с целью защитить своё творение от вампира, но сам погибает. Чудовище успевает встать с ложа и кидает в вампира часть оборудования, отчего Дракула оказывается в камине. Чудовище, взяв на руки тело своего умершего создателя, пытается спрятаться в стоящей неподалёку одинокой мельнице, причём Игор обращает внимание крестьян на это с помощью крика: «Доктор Франкенштейн!». Крестьяне поджигают мельницу, и находившийся в то время на балконе самой мельницы монстр с телом доктора на руках исчезает, проваливаясь в огненную пропасть с истошным воплем. Граф и его три невесты являются в облике страшных летучих мышей к мельнице и в итоге крестьяне в ужасе бегут. Дракула и его три невесты пребывают в шоке от потери чудовища.
Через год в Париже по поручению Ватикана объявленный в розыск за убийства рыцарь Святого Ордена Ван Хельсинг пытается остановить Мистера Хайда, злое «Я» доктора Генри Джекила. Он находит на улице Парижа труп девушки и является в Собор Парижской Богоматери. Там происходит поединок между линчевателем и Мистером Хайдом, в ходе которого Ван Хельсинг убивает его. В который раз Ван Хельсинга называют убийцей, ведь перед смертью Хайд превращается в доктора Джекила. Вскоре Ван Хельсинг прибывает в Ватикан и встречается с кардиналом Джинеттом, который напоминает ему, как когда-то его нашли еле живого с потерей памяти возле церкви и приняли в Орден. Затем кардинал проводит его в лабораторию и знакомит его с послушником — изобретателем Карлом.
Выясняется, что следующее задание Ван Хельсинга — это уничтожение графа Дракулы. 450 лет назад жил трансильванский рыцарь Валерий Старший, сын которого обратился ко злу и был убит некой Левой Рукой Господа. После смерти королевский сын заключил сделку с дьяволом и стал вампиром графом Дракулой. Валерий поклялся перед церковью, что пока Дракула не будет убит, никто из его потомков после смерти не попадёт в рай. Но убить Дракулу не удалось ни ему, ни его потомкам. Ван Хельсинг должен помочь ныне живущим потомкам Валерия Старшего исполнить договор.
В это время граф Дракула продолжает попытки оживить своё мертворождённое потомство, прибегнув к помощи Игора. Источником жизненной энергии должен быть очень сильный человек и в попытках найти такого Дракула использует пленённого цыганского короля по имени Борис Валерий — потомка того самого короля Валерия, а следовательно родственника Дракулы в его человеческом обличии. Дети Бориса — принц Велкан и принцесса Анна — продолжают битву против Дракулы. Во время охоты на местного оборотня Велкан служит приманкой. Оборотень попадает в клетку, однако по случайности выбирается и начинает погоню за Анной. Велкан спасает сестру, убив оборотня, но вместе с ним падает с обрыва в горную реку. Впоследствии выясняется, что Велкан был укушен оборотнем и стал слугой Дракулы.
Ван Хельсинг прибывает в Трансильванию вместе с послушником Карлом, где в местном городке сталкивается с недоверием местного населения, а затем знакомится с самой Анной. Но вдруг появляются невесты Дракулы в облике чудовищных летучих мышей и нападают на людей. В первом бою, пока Алира и Верона пытаются убить Анну, линчеватель убивает Маришку, используя святую воду из источника. Алира и Верона чувствуют её смерть и в ужасе возвращаются к Дракуле. Вампир отчитывает невест и посылает Велкана в облике оборотня разузнать о новом госте, который тем временем усыпляет Анну и отправляется на разведку. Через некоторое время в ночное время суток Анна приходит в себя и чувствует, что кто-то проник в родовой замок Валериусов. Принцесса вооружается булавой и обнаруживает открытое окно. Она закрывает окно, но видит звериные следы и затем сталкивается со своим братом в человеческом обличье. Велкан, воспользовавшись коротким облачным затмением полнолуния, пытается сказать Анне, что у Дракулы есть противоядие, но опять превращается в оборотня. Ван Хельсинг прибегает на помощь Анне и спугивает оборотня. Последний убивает могильщика и возвращается к Дракуле, который явно недоволен попыткой брата связаться с сестрой. Анна застаёт линчевателя на кладбище и просит его помочь ей найти противоядие для брата, а затем вместе с ним проникает в принадлежащий Дракуле замок, где раньше было создано Чудовище Франкенштейна.
Тем временем Дракула с помощью Велкана пытается ещё раз оживить своих детей. Анна при этом безуспешно пытается освободить своего брата из плена, а Ван Хельсинг делает попытки уничтожить Дракулу. Однако граф Дракула узнаёт в новом враге своего бывшего друга и собственного убийцу — воина, которого называли Левой Рукой Господа, но понимает, что Ван Хельсинг ничего не помнит. Воспользовавшись замешательством вампиров от смерти на глазах у невест Дракулы ещё одного их выводка, который, однако, сумел вылупиться, Ван Хельсинг и Анна сбегают из замка. Дракула посылает Велкана-оборотня убить их обоих и уединяется с Алирой и Вероной, чтобы создать новое потомство. Одновременно Карл после того, как провёл ночь с горожанкой, которую спас от выводка Дракулы, обнаруживает старинное полотно, где изображены два рыцаря в доспехах с мечами. На глазах у изумлённого послушника рыцари оживают и вступают в бой, причём один превращается в оборотня, а другой становится летучей мышью — вампиром.
После побега линчеватель и сестра Велкана проникают в руины сожжённой мельницы и внезапно падают вниз. Тем самым они случайно обнаруживают монстра Франкенштейна в его подземном убежище под мельницей и делают предположение, что он знает секрет, как убить Дракулу. Монстр теряет сознание от действия пущенных в него линчевателем стрел со снотворным, причём Анна пытается убить его. Ван Хельсинг этому препятствует. Однако Ван Хельсинг случайно наводит Дракулу на след чудовища Франкенштейна — ключ к возрождению новой расы вампиров. Ибо Велкан выследил Анну и линчевателя в момент их разговора с монстром.
Открыв план Сил Тьмы, Ван Хельсинг пытается переправить монстра в Рим — туда, где его вампиры не смогут достать, хотя отданный под начало послушника монстр выступает против этой поездки. Вскоре в горном лесу по дороге кортеж атакуют невесты Дракулы и Велкан-оборотень. Монстра не удаётся захватить в плен и он спасает Карла от гибели. В схватке погибают Верона — вторая невеста графа-вампира и превращённый в оборотня принц Велкан, при этом успев укусить Ван Хельсинга.
Однако усилиями Алиры была захвачена в плен принцесса Анна, которую Дракула предлагает обменять на монстра. При встрече вампирша и линчеватель договариваются провести сделку во время маскарадного бала в Будапеште в ночь Хэллоуина. Но Ван Хельсинг прибегает к хитрости, усыпляет монстра и прячет его на кладбище, а сам переодевается вместе с Карлом и идёт с ним на бал, где Дракула на глазах у Алиры уже танцует с Анной и пытается её укусить. Линчеватель спасает Анну, но Дракула раскрывает его сущность перед вампирами — участниками бала. Одновременно в зал входит Игор вместе с толпой живых мертвецов и пленённым монстром Франкенштейна. Толпа вампиров бросается на троицу, но та успевает спастись от гибели, прыгнув из окна здания прямо в волны Дуная, а вампиры погибают от световой вспышки — изобретения Карла. Линчеватель пытается спасти монстра, которого Игор переправляет на корабль, но перед профессором опускается решётка и попытка завершается неудачей.
Ван Хельсинг с помощью Карла разгадывает тайну Ледяной Крепости — тюрьмы в горах, в которую заключил своего сына-вампира Валерий Старший. Крепость скрыта в родовом замке Валериусов за стеной с географической картой Трансильвании с приложенными к ней словами. Однако кусок с недостающими словами пропал, что обрекло род Валериусов на бесплодные поиски входа туда, где расположена Ледяная Крепость. Однако этот кусок с древними письменами обнаружился в архивах Ватикана и попал в руки Ван Хельсинга, с его помощью он сумел найти вход. Троица с факелами в руках проходит через зеркало в заснеженную гористую местность и видит Ледяную Крепость. Они проникают в замок и берут в плен Игора. Одновременно линчеватель видит, как пленного монстра поднимают на тросе на самый верх замка. Тот говорит, что Дракула имеет зелье, которое снимает с человека проклятие оборотня. Ван Хельсинг допрашивает Игора об зелье и Карл сообщает, что Дракулу может убить лишь оборотень (если у него хватит воли восстать против вампира, для чего и понадобится сыворотка). Они принимают решение разделиться: Ван Хельсинг берётся спасти монстра, а Карл, которому профессор дал оружие против оборотней, Игор и Анна отправляются к месту хранения сыворотки.
Пока на глазах у Дракулы монстра готовят к пробуждению потомства графа-вампира, а Ван Хельсинг проникает в лабораторию, Игор проводит Карла и Анну в место, где Дракула спрятал сыворотку. Однако затем он запирает послушника и принцессу наедине с Алирой, на которую Дракула наложил обязанность — охранять сыворотку. Карл и Анна с сывороткой в руках выбираются на свободу. Анна остаётся, чтобы начать бой с вампиршей. В то же время Ван Хельсинг пытается спасти монстра, но эта попытка пресекается Дракулой и потомство графа вырывается на свободу. Одновременно монстр спасает Карла от Игора и проникает в место, где хранилась сыворотка и где Алира уже готова выпить кровь побеждённой Анны. Из-за вмешательства монстра Анна вырывается на свободу и, получив сыворотку из рук Карла, убивает колом Алиру. Принцесса спешит на помощь к линчевателю, который в момент полнолуния превратился в оборотня и напал на Дракулу. Граф то принимает человеческий облик, чтобы объясниться с линчевателем и привлечь его на свою сторону, то дерётся с ним, но в конце концов погибает от рук Ван Хельсинга. Тем самым потомство Дракулы прекращает своё существование, даже не успев вылететь из стен крепости. Однако Ван Хельсинг остаётся оборотнем и нападает на Анну. Карл, видя это, собирается убить Ван Хельсинга, но оказывается, что Анна успевает сделать ему укол с противоядием. Однако сама она погибает.
Проводя погребальное сожжение тела Анны, Ван Хельсинг видит образ улыбающейся Анны и её встречу с братом и отцом на небесах (в буквальном смысле). Монстр Франкенштейна, которому удалось выжить, уплывает на плоту в неизвестном направлении. А Ван Хельсинг и Карл отправляются на лошадях обратно в Рим.

## Персонажи
- Гэбриэл Ван Хельсинг — «Левая рука Бога», имеет смутную историю жизни, не помнит своей прошлой жизни, за исключением некоторых фрагментов битв далёкого прошлого, в частности, рассказал Карлу, что помнит битву с римлянами в Масаде, от чего вопрос о его возрасте остаётся открытым, ведь осада Масады является частью войны иудеев и Римской империи. Сам Дракула говорит, что они были братьями по оружию 400 лет назад, и что в 1462 году именно Гэбриэл убил его и забрал графский перстень с его руки. Согласно некоторым теориям, Ван Хельсинг был сыном или иным родственником Авраама Ван Хельсинга из романа «Дракула». Высокий черноволосый мужчина, носящий тяжёлый кожаный плащ, широкополую шляпу. Сумел одолеть Дракулу.
- Карл — церковный послушник и помощник Ван Хельсинга. Изобретатель почти всего его оборудования и главный специалист по истории, что и помогло героям одержать верх над графом-вампиром.
- Дракула — вампир граф Владислав Дракула, сын Валерия Старшего, рождённый в 1422 году. Был убит в 1462 году «Левой Рукой Господа», но переродился как вампир и признаёт своего спасителя, Люцифера, своим отцом. Из-за этого Валерий Старший заключил с Ватиканом сделку: никто из его потомков не попадёт в Рай, пока Дракула жив, но не способный убить своего сына (возможно из-за того, что первородного вампира может убить только оборотень), запер его в отдалённом ледяном замке в горах с помощью волшебного зеркала-портала, но Дьявол дал Дракуле способность превращаться в инфернального демона-летучую мышь. У него имеется три невесты-вампирши, с которыми он стремится заполонить мир своими детьми, но те рождаются мёртвыми ввиду того, что их родители сами являются нежитью. В отличие от остальных вампиров, не может быть убит традиционными способами: осиновый кол, святая вода, солнечный свет. Погиб от руки вигиланта, ставшего оборотнем.
- Анна Валериус — принцесса цыган, род которой должен убить Дракулу. Благодаря вигиланту, сумела выполнить предназначение своего рода, но умерла от руки Ван Хельсинга в облике оборотня. Перед тем как её дух воссоединился с семьёй в Раю, является Ван Хельсингу в видении Божественного света.

Второстепенные персонажи:
- Велкан Валериус — принц цыган, брат Анны. Стал оборотнем и погиб от руки вигиланта.
- Виктор Франкенштейн — «безумный» учёный, создавший монстра из фрагментов тел разных мертвецов. Жил и работал в замке Дракулы. Погиб от руки графа-вампира, когда доктор отказался помогать ему в возрождении его потомства.
- Игор — горбатый и уродливый слуга доктора Франкенштейна, позже перешедший на сторону Дракулы и пытавшийся воссоздать исследования своего господина.
- Чудовище Франкенштейна — человек, созданный доктором Франкенштейном из нескольких тел. Несмотря на ужасающую внешность очень религиозен, образован и добр. Будучи ключом к воскрешению потомства Дракулы, он долгое время скрывался от него в подземных пещерах у старой мельницы. В конце фильма он прощается с главными героями и отправляется странствовать по миру.
- Верона — старшая невеста Дракулы, черноволосая вампирша с фиалковыми глазами. Погибла от кольев при падении повозки с Франкенштейном, но на самом деле там был нитроглицерин с кольями.
- Маришка — средняя невеста Дракулы, вследствие обращения обрела мелкие кудри в волосах и золотой блеск в глазах. Убита Ван Хельсингом из арбалета-автомата.
- Алира — младшая невеста Дракулы, рыжеволосая девушка, чьи чёрные глаза приобретают розоватый цвет. Убита лично Анной при помощи серебряного кола.
- Дверги — маленькие гуманоиды, служат Игору в его лабораториях. Облачены в тёмные одежды и маски, полностью скрывающие их облик. Общаются на неизвестном языке, который чуть-чуть понимает Анна Валериус. Она же предупреждает Ван Хельсинга, что дверги хоть и трудяги, но очень злобные и непременно попытаются убить чужака, если заметят. Когда Ван Хельсинг разбивает газовую маску одного из них, то можно заметить, что у них белые глаза и острые зубы.

## В ролях
| Актёр              | Роль                                 | Русский дубляж    |
| ------------------ | ------------------------------------ | ----------------- |
| Хью Джекман        | Гэбриэл Ван Хельсинг                 | Владимир Антоник  |
| Кейт Бекинсейл     | Анна Валериус / Охотница на вампиров | Ольга Плетнёва    |
| Ричард Роксбург    | Граф Дракула                         | Всеволод Кузнецов |
| Дэвид Уэнем        | Карл                                 | Вячеслав Баранов  |
| Шулер Хенсли       | Чудовище Франкенштейна               | Алексей Колган    |
| Джози Маран        | Маришка                              | Ольга Сирина      |
| Елена Анайя        | Алира                                | Ольга Сирина      |
| Уилл Кемп          | Велкан Валериус/Человек-волк         | Андрей Бархударов |
| Кевин Дж. О’Коннор | Игор                                 | Александр Клюквин |
| Алан Армстронг     | Кардинал Джинетт                     | Виктор Бохон      |
| Сильвия Коллока    | Верона                               | Ольга Голованова  |
| Сэмюэль Уэст       | Виктор Франкенштейн                  | Алексей Колган    |
| Робби Колтрейн     | голос Мистера Хайда                  | Александр Клюквин |

## Критика
«Ван Хельсинг» получил в основном негативные отзывы критиков. На агрегаторе рецензий Rotten Tomatoes рейтинг одобрения составил 24 % на основе 225 рецензий со средним рейтингом 4,3 балла из 10. На Metacritic рейтинг составил 35 баллов из 100 на основе 38 обзоров. Джеймс Берардинелли из ReelViews дал крайне негативный отзыв, оценив фильм на половину звезды из четырёх и назвав его «худшим потенциальным летним блокбастером со времён „Поле битвы: Земля“». Роджер Эберт из Chicago Sun Times поставил фильму 3 звезды из 4, заявив, что «Может показаться, что Соммерс просто перебарщивает со спецэффектами, но к концу ему каким-то образом удаётся собрать всех своих монстров и сюжетные нити в единое целое».

## Ван Хельсинг: Лондонское задание
Ван Хельсинг: Лондонское задание (англ. Van Helsing: The London Assignment) — короткометражный мультфильм-приквел к фильму, где Ван Хельсинг ищет Джека Потрошителя, которым оказывается мистер Хайд.

### Сюжет
XIX век, Лондон. Демонический изверг мистер Хайд хладнокровно расправляется с молодыми женщинами, зверски убивая их на улицах ночной столицы. Весь город пребывает в паническом ужасе от действий кровожадного монстра. Полицейским, к сожалению, уже не по силам разыскать и обезвредить убийцу беспомощных женщин. Знаменитый охотник за нечистой силой Ван Хельсинг получает задание от Кардинала Жинетте поймать зловещего демона — мистера Хайда.
Знаменитый Ван Хельсинг отправляется в Лондон со своим подручным Карлом, который будет ему подмогой на непростом лондонском задании. Взявшись за дело, напарники пришли к выводу, что мистер Хайд уже долгий период времени страдает раздвоением личности, а его альтер эго — это не менее опасный доктор Джекил. И у Джекила в голове зреют коварные и хитростные планы, касающиеся правительницы Англии. Доктор похищает души растерзанных им девушек, которые передаёт затем королеве с целью её омоложения, чтобы затем заставить её стать его супругой, дабы продолжать безнаказанно убивать девушек на улицах Лондона.

### В ролях
| Актёр          | Роль                 |
| -------------- | -------------------- |
| Хью Джекман    | Гэбриэл Ван Хельсинг |
| Дэвид Уэнем    | Карл                 |
| Робби Колтрейн | Мистер Хайд          |
| Кейт Бекинсейл | Королева Виктория    |

## Побочные произведения
По мотивам фильма вышла игра для PlayStation 2, XBox и Game Boy Advance. В озвучивании игры для PS2 и XBox приняли участие Хью Джекман и Ричард Роксбург.
Была выпущена серия комиксов «Van Helsing», события которой развиваются между схваткой с Хайдом и прибытием в Рим. В комиксах Ван Хельсинг борется с доктором Моро и его гибридными мутантами.
В год выхода фильма была выпущена одноимённая новеллизация за авторством Кевина Райана.